# Гамфріс (округ, Теннессі)
Шаблон:StateAbbr_ 36°02′ пн. ш. 87°46′ зх. д. / 36.03° пн. ш. 87.77° зх. д.
Округ Гамфріс (англ. Humphreys County) — округ (графство) у штаті Теннессі, США. Ідентифікатор округу 47085.

## Історія
Округ утворений 1809 року.

## Демографія
За даними перепису 2000 року загальне населення округу становило 17929 осіб, зокрема міського населення було 3683, а сільського — 14246. Серед мешканців округу чоловіків було 8819, а жінок — 9110. В окрузі було 7238 домогосподарств, 5145 родин, які мешкали в 8482 будинках. Середній розмір родини становив 2,9.
Віковий розподіл населення поданий у таблиці:
| Стать    | До 15 років | 15-21 | 22-29 | 30-39 | 40-49 | 50-65 | 65-85 | Понад 85 |
| -------- | ----------- | ----- | ----- | ----- | ----- | ----- | ----- | -------- |
| Чоловіки | 1837        | 834   | 817   | 1187  | 1336  | 1690  | 1044  | 74       |
| Жінки    | 1686        | 733   | 880   | 1240  | 1352  | 1682  | 1349  | 188      |

## Суміжні округи
- Г'юстон — північ
- Діксон — північний схід
- Гікман — південний схід
- Перрі — південь
- Бентон — захід

## Виноски
1. ↑  U.S. Decennial Census. United States Census Bureau. Архів оригіналу за 26 квітня 2015. Процитовано 5 квітня 2015.
2. ↑  Historical Census Browser. University of Virginia Library. Архів оригіналу за 11 серпня 2012. Процитовано 5 квітня 2015.
3. ↑  Forstall, Richard L., ред. (27 березня 1995). Population of Counties by Decennial Census: 1900 to 1990. United States Census Bureau. Архів оригіналу за 21 лютого 2015. Процитовано 5 квітня 2015.
4. ↑  Census 2000 PHC-T-4. Ranking Tables for Counties: 1990 and 2000 (PDF). United States Census Bureau. 2 квітня 2001. Архів оригіналу (PDF) за 18 грудня 2014. Процитовано 5 квітня 2015.
5. ↑  State & County QuickFacts. United States Census Bureau. Архів оригіналу за 7 червня 2011. Процитовано 2 грудня 2013.(англ.) Наведено за англійською вікіпедією.
6. ↑  American FactFinder. Бюро перепису населення США. Архів оригіналу за 21 травня 2008. Процитовано 31 січня 2008.

| США | Це незавершена стаття з географії США. Ви можете допомогти проєкту, виправивши або дописавши її. |